# Plan Ahtisaari

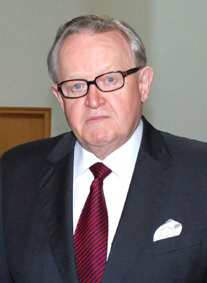
Martti Ahtisaari en 2007.

Le plan Ahtisaari est un plan proposé en 2007 par le médiateur des Nations unies au Kosovo, Martti Ahtisaari, pour la création d'un État du Kosovo « supervisé par la communauté internationale ».
Ce plan soulève donc une indépendance, implicitement prônée, avec deux grands principes :
- la possibilité d'élaboration d'une constitution ;
- le Kosovo pourra rejoindre des organisations internationales à son juste titre.

## Limites
La Serbie a vivement réagi à ce plan, évoquant un pas vers l'indépendance, et s'y est opposé.

## Source
- Colisée - Le Plan Ahtisaari